# Kerstin Steeb
Kerstin Steeb (* 6. Juni 1982 in Gießen) ist eine deutsche Musiktheaterregisseurin und Bewegungswissenschaftlerin.

## Leben
Steeb kam zufällig ans Theater. Sie absolvierte in ihren Jugendjahren ein Kostümpraktikum am Stadttheater Bielefeld und begann sich so für das Theater zu interessieren. Während ihrer Schulzeit setzte sie sich mit Inszenierungen von Christian von Götz auseinander, einem Regisseur, der sie in jungen Jahren stark prägte. Nach Abschluss des Abiturs 2001 zog sie nach Hamburg, wo sie Sport und historische Musikwissenschaft studierte und 2007 das Diplom mit einer Arbeit zu Regiearbeit im postdramatischen Musiktheater erlangte. Neben dem Studium arbeitete und assistierte sie immer wieder am Theater (Stadttheater Gießen / Stadttheater Augsburg / Musicaltheater Bremen) u. a. bei Christian von Götz und Ulrich Peters.
Im Herbst 2007 nahm sie ihr Studium der Musiktheaterregie an der Hochschule für Musik und Theater Hamburg auf, welches sie mit der Tanzoper „Les Enfants Terribles“ von Philip Glass nach fünf Jahren erfolgreich beendete.
Erste Opern-Regieaufträge nach Abschluss des Regiestudiums führten sie an verschiedene Staats- und Stadttheater wie etwa an die Hamburgische Staatsoper (Kinderoper „Eloise und die Vampire“ von Karl Jenkins), ans Theater Pforzheim (u. a. Barbiere von Sevilla von Gioachino Rossini) und ans Theater Lüneburg (Gold von Leonard Evers). Im Frühling 2020 debütierte sie mit Glucks „Orfeo ed Euridice“ am Theater Hagen und erzielte einen großen Erfolg beim Publikum und in der Presse. Außerdem arbeitet Steeb regelmäßig am Hamburger Opernloft, wo sie mit innovativen Bearbeitungen von bekannten Opernstoffen das im Opernloft etablierte Format „Oper in Spielfilmlänge“ innovativ umsetzt und ein breites Publikum begeistert. Ihre Inszenierung von Don Giovanni mit Musik von W.A. Mozart und Soundbearbeitungen von Tom Gatza wurde in der Autorenumfrage der Deutschen Bühne in der Kategorie Oper nominiert.
Strandrecht (engl. The Wreckers) war ihre erste Auseinandersetzung mit der englischen Komponistin und Suffragette Ethel Smyth, deren Werk nur äußerst selten in Deutschland gespielt wird. Steeb erzählt darin den Mut einer jungen Frau, die sich gegen die Dorfgemeinschaft auflehnt, um Menschenleben am Strand zu retten und scheut sich nicht, Parallelen zu heute zu ziehen.
Von 2012 bis 2019 inszenierte Steeb das „Kanu-Wandertheater“ im Rahmen des Kultursommers Herzogtum Lauenburg. Bei diesem offenen Theaterformat erlebt das paddelnde Publikum entlang einer 7,5 km langen Strecke ein Stationentheater bestehend aus gesungenen, gesprochenen und choreographierten Szenen, dargestellt von jeweils circa 100 professionellen Schauspieler und Musiker und Laien aus der Region. Kerstin Steeb schrieb dafür eigene Fassungen von bekannten Werken wie dem Sommernachtsraum, der Zauberflöte oder die Odyssee.
Die Regisseurin erarbeitet mit Kindern und Jugendlichen regelmäßig an Hamburger Schulen im Auftrag des Kulturforums 21 und des Programms Kulturagenten für kreative Schulen Projekte, wie beispielsweise der Kurzfilm „Zauberflöte made in Dulsberg“. Sie arbeitet seit 2013 als freie Mitarbeiterin am Thalia Theater jung&mehr. Für junges Publikum inszeniert sie regelmäßig Opern für Kinder und Jugendliche, wie bspw. „Das Tagebuch der Anne Frank“ von Grigori Frid am Theater Lüneburg, eine Inszenierung die eigentlich als partizipatives Projekt mit Jugendlichen angedacht wurde, aber aufgrund der Covid-19-Pandemie zum mobilen Klassenzimmerstück für eine Sängerin umgearbeitet werden musste.
Neben ihrer künstlerischen Tätigkeit arbeitet Kerstin Steeb seit 2007 als Dozentin am Fachbereich Bewegungswissenschaft der Universität Hamburg und bildet Sportstudenten im Turnen und Tanzen aus. Seit 2015 engagiert sie sich ehrenamtlich als Turnlehrerin für Refugees im ETSV Hamburg und ist aktives Mitglied bei Pro Quote Bühne.
Sie ist verheiratet und lebt mit ihrem Mann und ihren beiden Kindern im Bezirk Hamburg-Bergedorf.

## Inszenierungen

### 2011 bis 2013
- Autobus S, Szenische Kantate von Benjamin Scheuer, UA 2011 im Forum der HfMT Hamburg.
- Les Enfants Terribles, Tanzoper von Philip Glass, Premiere am 8. Dezember 2011 im Forum der HfMT Hamburg.
- Eloise und die Vampire, Oper von Karl Jenkins, Premiere am 12. April 2012 in der Staatsoper Hamburg
- Die Odyssee, Kanu-Wander-Theater, Premiere im Juni 2013 am Schaalseekanal während des Kultursommers Lauenburg.
- Chicago: morgen beginnt die Welt, Premiere am 30. November 2013 im Thalia Theater.

### 2014 bis 1017
- Freischütz von Carl Maria Weber, Premiere am 4. Dezember 2014 im Opernloft Hamburg.
- Die Entführung, eine Sing-Spiel-Schnitzeljagd, Premiere am 29. Mai 2015 an der Grundschule Alter Teichweg Hamburg.
- Effi Briest, Kanu-Wander-Theater, Premiere im Juni 2015 am Schaalseekanal während des Kultursommers Lauenburg.
- Familienbande von Franz Wittenbrink und Lutz Hübner, Premiere am 12. September 2015 im theater e.novum Lüneburg.
- Abu Hassan von Carl Maria Weber, Premiere am 21. Mai 2016 am Theater Pforzheim.
- Hängepartie nach Warten auf Godot von Samuel Beckett, Premiere am 17. Juni 2016 im Thalia Theater Hamburg.
- Romeo und Julia, Kanu-Wander-Theater, Premiere am 15. Juli 2016 am Schaalseekanal während des Kultursommers Lauenburg.
- Zauberflöte, Kanu-Wander-Theater, Premiere im Juni 2017 am Schaalseekanal während des Kultursommers Lauenburg.
- Zauberflöte made in Dulsberg, Kurzfilm, Premiere: 17. Juli 2017 im Cinemaxx Hamburg.
- Eine kleine Zauberflöte, Premiere am 3. Oktober 2017 am Theater Pforzheim.
- Der Barbier von Sevilla von Gioachino Rossini, Premiere am 18. November 2017 am Theater Pforzheim.
- Rappresentatione di anima di corpo von Emilio Cavalieri, Premiere am 3. Dezember 2017 in der St. Salvatoris Kathedrale Clausthal-Zellerfeld.

### Seit 2018
- Orte der Demokratie, Video-Interview-Projekt, Premiere am 30. Januar 2018 während den Lessingtagen am Thalia Theater Hamburg.
- Der Auszug, nach Auerhaus von Bov Bjerg, Premiere am 25. Juni 2018 im Thalia Theater.
- Ein Sommernachtstraum, Kanu-Wander-Theater, Premiere am 29. Juni 2018 am Schaalseekanal während des Kultursommers Lauenburg.
- Perspektivwechsel, eine Lesung zu einem Rechercheprojekt, Premiere während den Lessingtagen 2019 am Thalia Theater Hamburg.
- GOLD! Kinderoper von Leonhard Evers, Premiere am 5. April 2019 im Theater Lüneburg.
- FOMO-das neue Frankensteinprinzip, Premiere am 19. Juni 2019 im Thalia Theater Hamburg / Kulturforum 21.
- Von Meerjungfrauen, Nixen und Wassermännern, Kanu-Wander-Theater, Premiere am 21. Juni 2019 am Schaalseekanal während des Kultursommers Lauenburg.
- Don Giovanni nach Wolfgang Amadeus Mozart, Premiere am 27. September 2019 im Opernloft Hamburg
- Strandrecht nach Ethel Smyth, Premiere am 6. Dezember 2019 im LICHTHOF Theater Hamburg.
- Orfeo ed Euridice, Christoph William Gluck, Premiere am 29. Februar 2020 im Theater Hagen.
- Steppenwolf made in Dulsberg, Ein Stadtlabor der Stadtteilschule Alter Teichweg im Rahmen von KAROLONIA SPEZIES 2020/2021, Premiere am 27. April 2020 online.
- Das Tagebuch der Anne Frank von Grigori Frid, Premiere am 17. September 2020 an der Wilhelm-Raabe Schule Lüneburg.
- Orpheus in der Unterwelt, nach Jacques Offenbach, 6. November 2020 am Opernloft Hamburg.